# Pericallia formosa
Pericallia formosa är en fjärilsart som beskrevs av Butler 1877. Pericallia formosa ingår i släktet Pericallia och familjen björnspinnare. Inga underarter finns listade i Catalogue of Life.